# Test cricket

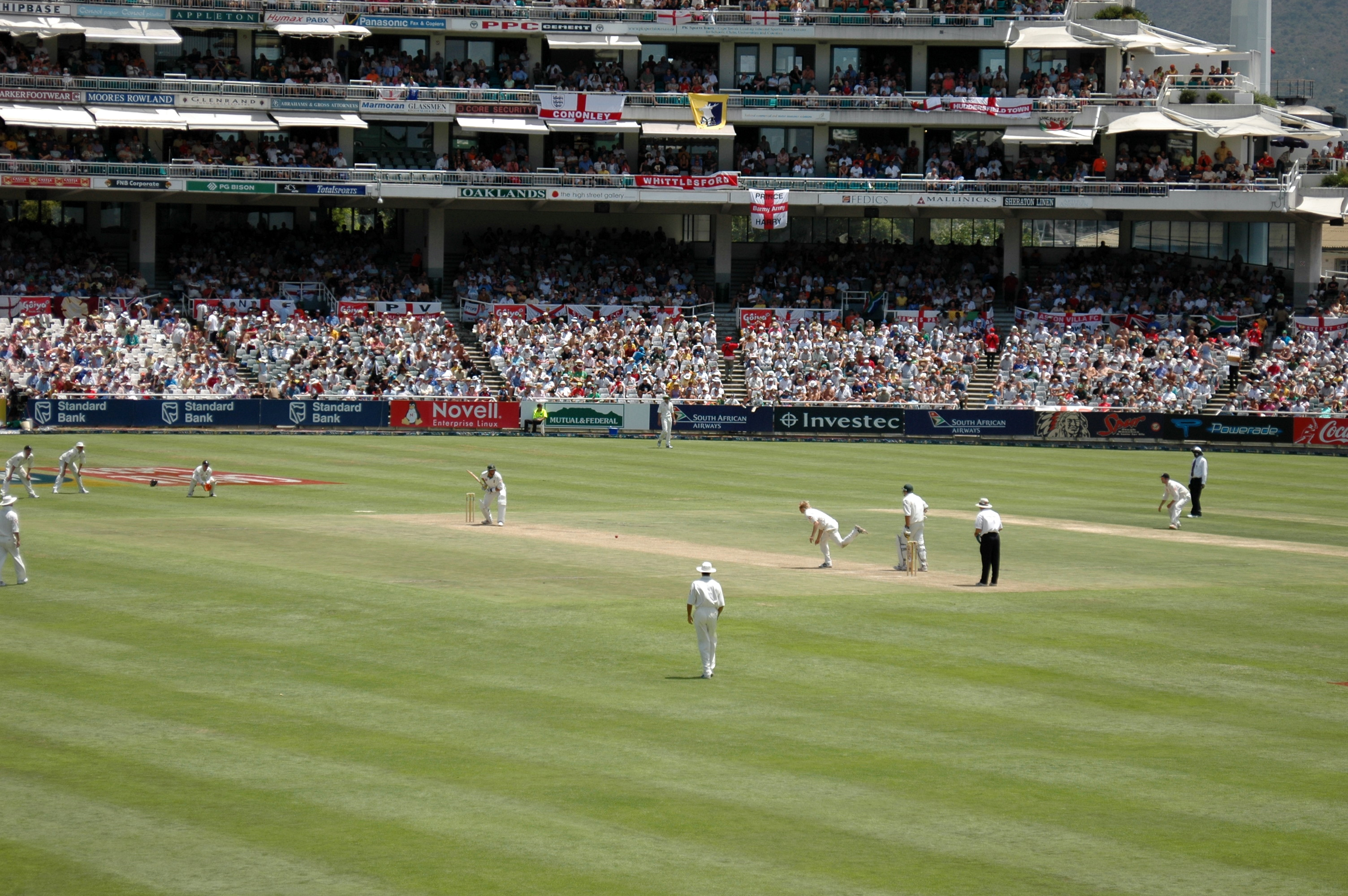
Uma partida entre Inglaterra vs África do Sul em 2005. As equipes de branco e os árbitros de calça social preta. O test cricket é jogado tradicionalmente com estas vestimentas e com bola vermelha ou rosa em partidas noturnas.

Test cricket é uma forma de disputa de seleções nacionais de críquete, são consideradas as partidas de maior duração. As partidas tem o status de partida teste pelo Conselho Internacional de Críquete. 
O encontro ocorre normalmente entre 4 a no máximo 5 dias, entre duas equipes de 11 jogadores, com quatro partidas de entrada, na qual todos os jogadores devem fazer rebatidas, por isso pode demorar por dias, até terminar a rotação. Por isso é considerado de grande habilidade, força e resistência.

## História
A primeira partida oficialmente reconhecida foi no dia 15 de março de 1877, entre Austrália e Inglaterra, jogada em Melbourne.

## Timeless test
O timeless Test é uma partida teste sem límite do tempo. 